# Hubert Wołąkiewicz
Hubert Wołąkiewicz (ur. 21 października 1985 w Skarżysku-Kamiennej) – polski piłkarz występujący na pozycji obrońcy, reprezentant Polski. 

## Kariera klubowa
Karierę piłkarską rozpoczynał w Tęczy 34 Płońsk. W 2002 roku trafił do Amiki Wronki i do końca sezonu 2002/2003 grał w jej juniorskich zespołach. Następnie występował w rezerwach. 11 kwietnia 2006 roku zadebiutował w Orange Ekstraklasie w przegranym 0:3 spotkaniu z Koroną Kielce. Po połączeniu Amiki z Lechem Poznań Wołąkiewicz pozostał w drużynie z Wronek i grał z nią w sezonie 2006/2007 w trzeciej lidze.
W lipcu 2007 roku Wołąkiewicz przeszedł do drugoligowej Lechii Gdańsk, w której szybko stał się podstawowym obrońcą. W sezonie 2007/2008 awansował ze swoim zespołem do Ekstraklasy. 7 sierpnia 2009 roku strzelił pierwszego gola w najwyższej polskiej klasie rozgrywkowej w wygranym 6:2 spotkaniu z Cracovią.
3 stycznia 2011 Hubert Wołąkiewicz podpisał kontrakt z Lechem Poznań. Zadebiutował 20 lutego 2011 w pucharowym meczu z Polonią Warszawa. W barwach Lecha rozegrał 128 spotkań, w których zdobył 4 bramki. Z poznańskim zespołem wystąpił także w rozgrywkach Ligi Europy UEFA. 
W lutym 2015 trafił do rumuńskiej Astry Giurgiu, skąd odszedł po rozegraniu jednego ligowego meczu. 15 czerwca 2015 podpisał dwuletni kontrakt z Cracovią. Debiutował 17 lipca w wygranym 1:0 meczu Ekstraklasy z Lechią Gdańsk. W barwach ''Pasów'' rozegrał 64 mecze. 
W 2017 przeniósł się do występującej w I lidze Chojniczanki Chojnice. Przez trzy sezony rozegrał dla tego klubu 67 meczów i strzelił 7 bramek.  
Zimą 2020 podpisał półroczny kontrakt z Widzewem Łódź. 1 marca 2020 zadebiutował w zremisowanym 2:2 meczu II ligi z Olimpią Elbląg. 19 lipca 2020 w ligowym meczu z Resovią, wskutek wykorzystanego limitu zmian łódzkiej drużyny i czerwonej kartki Wojciecha Pawłowskiego, zajął jego miejsce w bramce. Była to pierwsza od 2003 roku sytuacja, kiedy to zawodnik z pola zastępował bramkarza w drużynie Widzewa Łódź. 
Po sezonie 2019/2020 zakończył profesjonalną karierę piłkarską. Później występował jeszcze w piątoligowej drużynie KKS Wiara Lecha. 

## Kariera reprezentacyjna
Wołąkiewicz został powołany przez selekcjonera reprezentacji Polski Franciszka Smudę na mecze z USA, Ekwadorem oraz Wybrzeżem Kości Słoniowej. W reprezentacji zadebiutował 12 października 2010 roku w meczu z Ekwadorem.
| Mecze i gole w reprezentacji | Mecze i gole w reprezentacji | Mecze i gole w reprezentacji | Mecze i gole w reprezentacji | Mecze i gole w reprezentacji | Mecze i gole w reprezentacji | Mecze i gole w reprezentacji |
| #                            | Data                         | Miasto                       | Przeciwnik                   | Gol                          | Wynik                        | Rozgrywki                    |
| ---------------------------- | ---------------------------- | ---------------------------- | ---------------------------- | ---------------------------- | ---------------------------- | ---------------------------- |
| 1.                           | 12.10.2010                   | Montreal                     | Ekwador                      |                              | 2:2                          | towarzyski                   |
| 2.                           | 17.11.2010                   | Poznań                       | Wybrzeże Kości Słoniowej     |                              | 3:1                          | towarzyski                   |
| 3.                           | 10.12.2010                   | Antalya                      | Bośnia i Hercegowina         |                              | 2:2                          | towarzyski                   |
| 4.                           | 06.02.2011                   | Vila Real de Santo António   | Mołdawia                     |                              | 1:0                          | towarzyski                   |